# Atletisme als Jocs Olímpics d'Estiu de 1928 - 400 metres tanques masculins
Els 400 metres tanques masculins van ser una de les proves del programa d'atletisme disputades durant els Jocs Olímpics d'Amsterdam de 1928. La prova es va disputar entre el 29 i el 30 de juliol de 1928 i hi van prendre part 25 atletes de 13 nacions diferents.

## Medallistes
| Or                   | Plata             | Bronze              |
| David Burghley (GBR) | Frank Cuhel (USA) | Morgan Taylor (USA) |

## Rècords
Aquests eren els rècords del món i olímpic que hi havia abans de la celebració dels Jocs Olímpics de 1928.
| Rècord del Món | 52.0" | Morgan Taylor | Filadèlfia (USA) | 4 de juliol de 1928 |
| Rècord Olímpic | 53.8" | Erik Wilén    | París (FRA)      | 7 de juliol de 1924 |

Durant les semifinals Morgan Taylor va millorar el rècord olímpic. En la final David Burghley igualà el rècord aconseguit per Taylor.

## Calendari
| Data                           | Horari      | Ronda                      |
| ------------------------------ | ----------- | -------------------------- |
| diumenge, 29 de juliol de 1928 | 14:00 17:30 | Quarts de final Semifinals |
| dilluns, 30 de juliol de 1928  | 15.10       | Final                      |

## Resultats

### Quarts de final
Els dos primers classificats de cadascuna de les sis sèries passava a semifinals.

#### Quarts de final 1
| Pos. | Atleta                | Nació        | Temps  | Notes |
| ---- | --------------------- | ------------ | ------ | ----- |
| 1    | David Burghley        | Regne Unit   | 57.0   | Q     |
| 2    | Robert Maxwell        | Estats Units | 57.2   | Q     |
| 3    | Evangelos Moiropoulos | Grècia       | 58.4   |       |
| 4    | André Adelheim        | França       | 59.2   |       |
| 5    | Herman Larsen         | Dinamarca    | 1:00.0 |       |

#### Quarts de final 2
| Pos. | Atleta            | Nació        | Temps      | Notes |
| ---- | ----------------- | ------------ | ---------- | ----- |
| 1    | Johnny Gibson     | Estats Units | 57.0       | Q     |
| 2    | Frederick Chauncy | Regne Unit   | Desconegut | Q     |
| 3    | Émile Swinnen     | Bèlgica      | Desconegut |       |
| —    | Pierre Arnaudin   | França       | DNF        |       |

#### Quarts de final 3
| Pos. | Atleta                      | Nació      | Temps | Notes |
| ---- | --------------------------- | ---------- | ----- | ----- |
| 1    | Roger Viel                  | França     | 56.2  | Q     |
| 2    | Thomas Livingston-Learmonth | Regne Unit | 56.4  | Q     |
| 3    | Jukka Matilainen            | Finlàndia  | 56.7  |       |
| 4    | Alf Watson                  | Austràlia  | 57.8  |       |

#### Quarts de final 4
| Pos. | Atleta          | Nació        | Temps | Notes |
| ---- | --------------- | ------------ | ----- | ----- |
| 1    | Morgan Taylor   | Estats Units | 55.2  | Q     |
| 2    | Erkka Wilén     | Finlàndia    | 56.5  | Q     |
| 3    | Erik Kjellström | Suècia       | 56.6  |       |

#### Quarts de final 5
| Pos. | Atleta             | Nació      | Temps      | Notes |
| ---- | ------------------ | ---------- | ---------- | ----- |
| 1    | Sten Pettersson    | Suècia     | 55.8       | Q     |
| 2    | Stefan Kostrzewski | Polònia    | 56.0       | Q     |
| 3    | Lance Percival     | Regne Unit | Desconegut |       |

#### Quarts de final 6
| Pos. | Atleta             | Nació        | Temps      | Notes |
| ---- | ------------------ | ------------ | ---------- | ----- |
| 1    | Frank Cuhel        | Estats Units | 54.6       | Q     |
| 2    | Luigi Facelli      | Itàlia       | 55.1       | Q     |
| 3    | Louis Lundgren     | Dinamarca    | 55.9       |       |
| 4    | Warren Montabone   | Canadà       | 56.5       |       |
| 5    | Édouard Max-Robert | França       | Desconegut |       |
| 6    | S. Abdul Hamid     | Índia        | Desconegut |       |

### Semifinals

#### Semifinal 1
| Pos. | Atleta             | Nació        | Temps      | Notes |
| ---- | ------------------ | ------------ | ---------- | ----- |
| 1    | Morgan Taylor      | Estats Units | 53.4       | Q, RO |
| 2    | Frank Cuhel        | Estats Units | 53.6       | Q     |
| 3    | David Burghley     | Regne Unit   | 53.9       | Q     |
| 4    | Roger Viel         | França       | 57.6       |       |
| 5    | Stefan Kostrzewski | Polònia      | 58.0       |       |
| 6    | Frederick Chauncy  | Regne Unit   | Desconegut |       |

#### Semifinal 2
| Pos. | Atleta                      | Nació        | Temps      | Notes |
| ---- | --------------------------- | ------------ | ---------- | ----- |
| 1    | Thomas Livingston-Learmonth | Regne Unit   | 54.0       | Q     |
| 2    | Luigi Facelli               | Itàlia       | 54.2       | Q     |
| 3    | Sten Pettersson             | Suècia       | 54.3       | Q     |
| 4    | Johnny Gibson               | Estats Units | 54.4       |       |
| 5    | Erkka Wilén                 | Finlàndia    | 54.5       |       |
| 6    | Robert Maxwell              | Estats Units | Desconegut |       |

### Final
| Pos. | Atleta                      | Nació        | Temps | Notes |
| ---- | --------------------------- | ------------ | ----- | ----- |
| 1    | David Burghley              | Regne Unit   | 53.4  | =RO   |
| 2    | Frank Cuhel                 | Estats Units | 53.6  |       |
| 3    | Morgan Taylor               | Estats Units | 53.6  |       |
| 4    | Sten Pettersson             | Suècia       | 53.8  |       |
| 5    | Thomas Livingston-Learmonth | Regne Unit   | 54.2  |       |
| 6    | Luigi Facelli               | Itàlia       | 55.8  |       |